# Sumita
Sumita (住田町?) è una cittadina giapponese della prefettura di Iwate.